# Нобелівська премія
Но́белівська пре́мія (англ. Nobel Prize, швед. Nobelpriset) — одна з найпрестижніших міжнародних премій, яку щорічно присуджують за видатні наукові дослідження, революційні винаходи або значний внесок у культуру чи розвиток суспільства. Сума премії змінюється залежно від доходів Фундації Нобеля.
Премію присуджують щорічно з 1901 року за видатні заслуги у галузі фізики, хімії, фізіології та медицини, літератури та діяльності зі збереження миру. 1968 року Банком Швеції заснована так звана Нобелівська премія з економіки, офіційна назва — Премія Шведського центрального банку з економічних наук на честь Альфреда Нобеля, вперше присуджена наступного, 1969 року.
Заснована згідно із заповітом шведського підприємця, винахідника динаміту та філантропа Альфреда Бернарда Нобеля 1895 року. Весь свій статок (близько 31,5 млн шведських крон) він призначив на фінансування міжнародної премії. Згідно з його волею, річний прибуток від цієї спадщини має ділитися на п'ять рівних частин між особами, які попереднього року найбільше прислужилися людству в різних галузях діяльності.

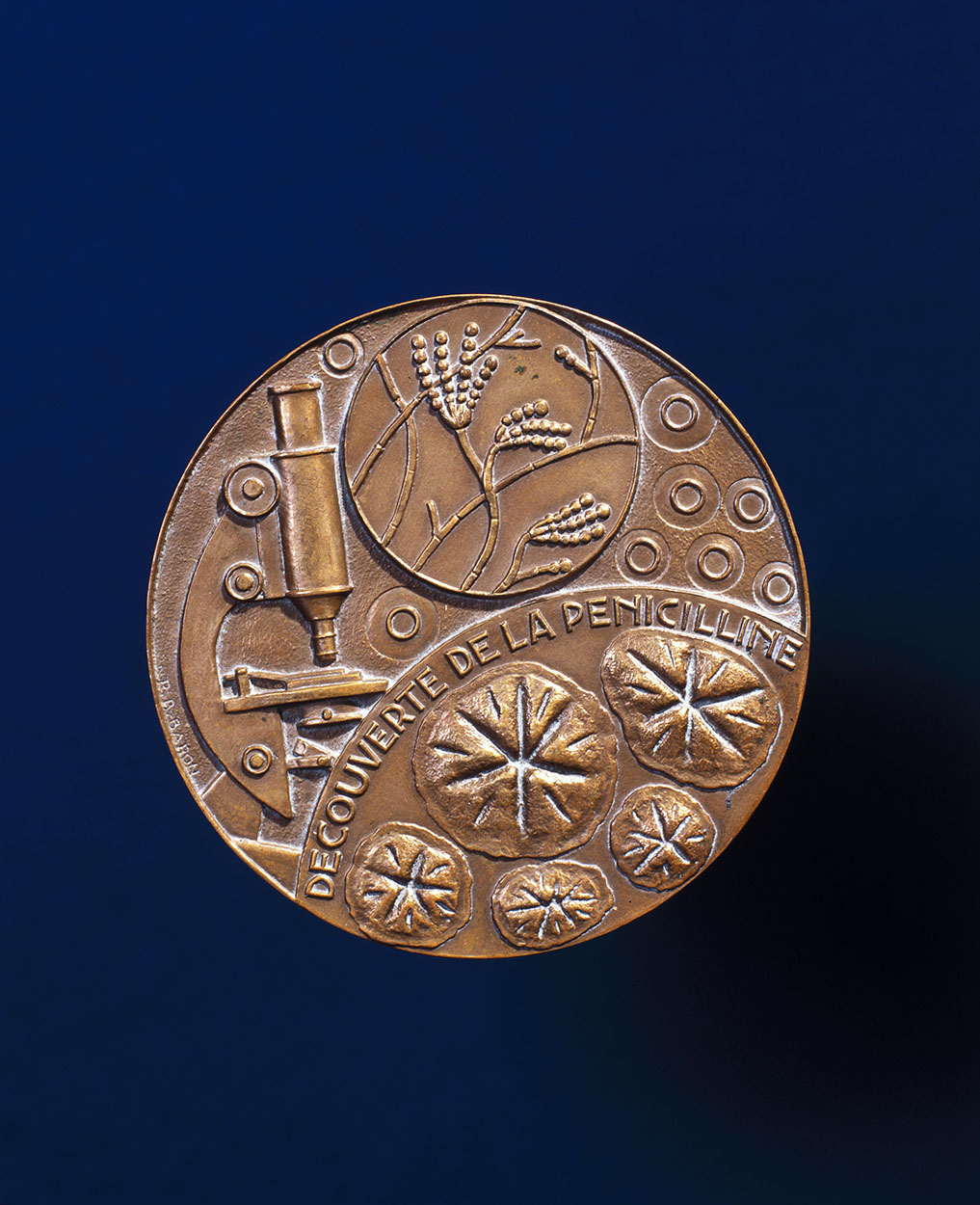
Нобелівська медаль, якою було нагороджено Александера Флемінга (1945 рік)
(з експозиції Музею науки)

Нобель помер 1896 року, після чого парламент Швеції та парламент Норвегії (Швеція і Норвегія тоді утворювали міждержавний союз) протягом чотирьох років (до 1900 року) узгоджували конкретні умови нагородження.

## Історія заснування

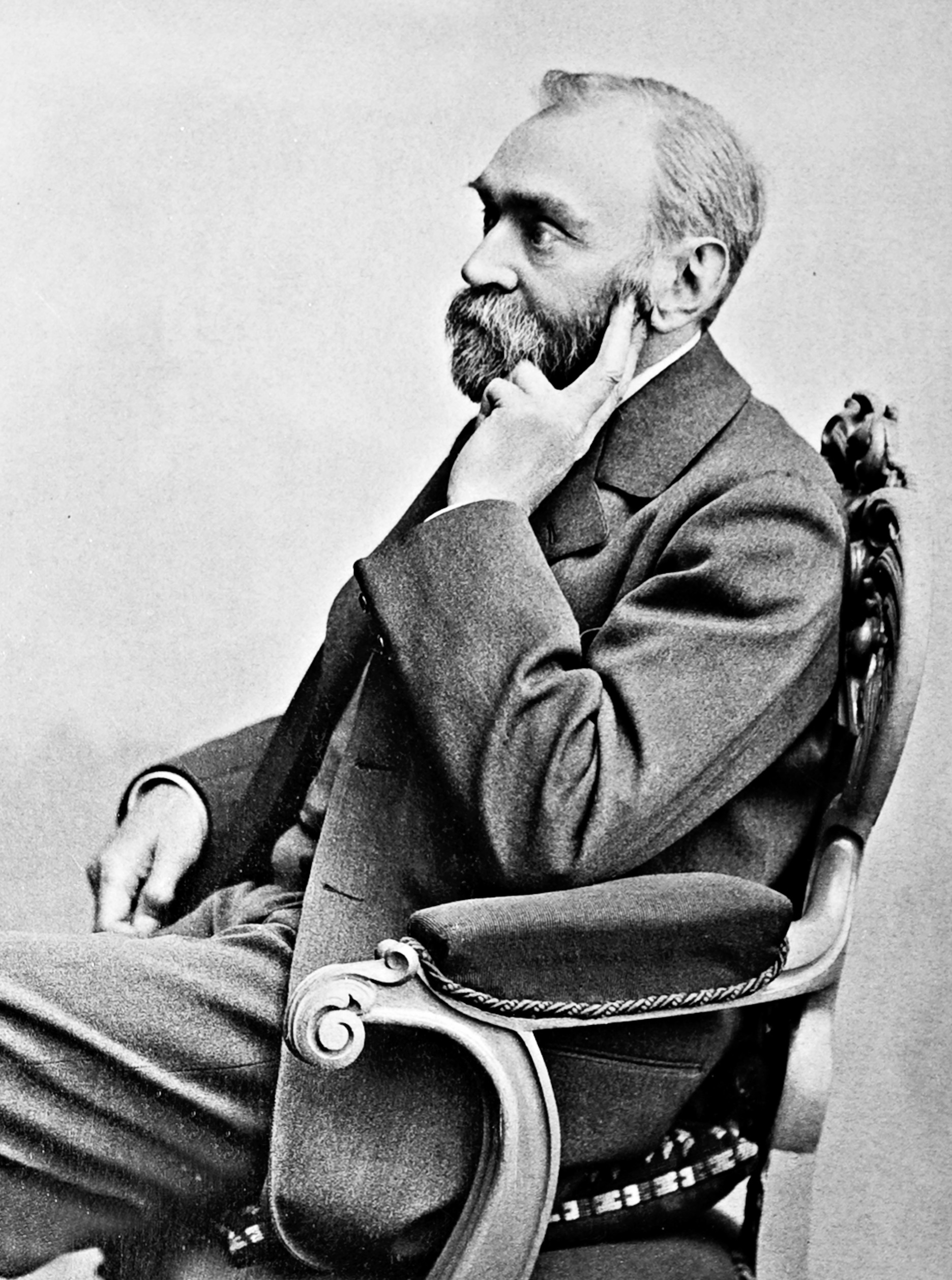
Альфред Нобель

Альфред Нобель спочатку в заповіті, складеному 14 березня 1893, висловив бажання направити кошти від своїх патентів на будівництво крематоріїв у великих містах, чим, на його думку, мав займатися стокгольмський Каролінський інститут. Однак 1886 року Папа Римський визнав кремацію неналежною формою поховання.
1895 року Нобель склав інший заповіт, де наказав створити фонд, відсотки з якого будуть видаватися у вигляді премії тим, хто впродовж попереднього року приніс найбільшу користь людству. Зазначені відсотки відповідно до заповіту поділялися на п'ять рівних частин, які призначаються для заохочення відкриттів у галузі фізики, хімії, фізіології або медицини, літератури та особливі досягнення перед людством у справу миру (Нобелівська премія миру). Виняток — математики. За легендою, це пов'язано із сумною історією кохання Нобеля[джерело?] — дівчина, яку він кохав, одружилася з математиком. Через це Нобелівська премія не поширюється на цю галузь науки.
Заповіт Нобеля спочатку був сприйнятий скептично. Чисельна рідня Нобеля вважала себе обділеною і вимагала визнати заповіт незаконним. Лише 26 квітня 1897 року він був затверджений парламентом Норвегії. Виконавці волі Нобеля, секретар Рагнар Сульман й адвокат Рудольф Лілеквіст, організували фундацію, яка б піклувалась про виконання заповіту та організувати вручення премій.
Згідно з інструкціями Нобеля, відповідальним за присудження премії миру став Норвезький Нобелівський комітет, членів якого було призначено у квітні 1897 року після набуття чинності заповіту. Через деякий час у цьому ж році були визначені організації, що присуджують і решту премій. 7 червня Каролінський інститут став відповідальним за присудження премії в галузі фізіології або медицини; 9 червня Шведська академія отримала право присуджувати премію з літератури; 11 червня Шведська королівська академія наук стала відповідальною за присудження премій з фізики та хімії. 29 червня 1900 року було засновано Фундацію Нобеля для керування фінансами й організації вручення Нобелівських премій. У Фундації Нобеля були досягнуті домовленості про базові принципи вручення премій, і у 1900 році розроблений статут фонду був затверджений королем Оскаром II. 1905 року Шведсько-норвезька унія була розірвана. З цього часу Норвезький Нобелівський комітет відповідає за присудження Нобелівської премії миру, а шведські організації є відповідальними за решту премій.
Вручення премій почалося 1901 року.
За час існування премії було запроваджено лише одне нововведення: 1968 року Банк Швеції з нагоди свого 300-річчя запропонував виділити гроші на премію з економіки, і Нобелівський комітет взяв на себе зобов'язання з їхнього розподілу. Офіційно іменована як премія з економіки пам'яті Альфреда Нобеля вперше була присуджена 1969 року. За традицією, премії з фізики, хімії, медицини, літератури та економіки вручає в Стокгольмі в Концертному залі король Швеції.

## Традиції

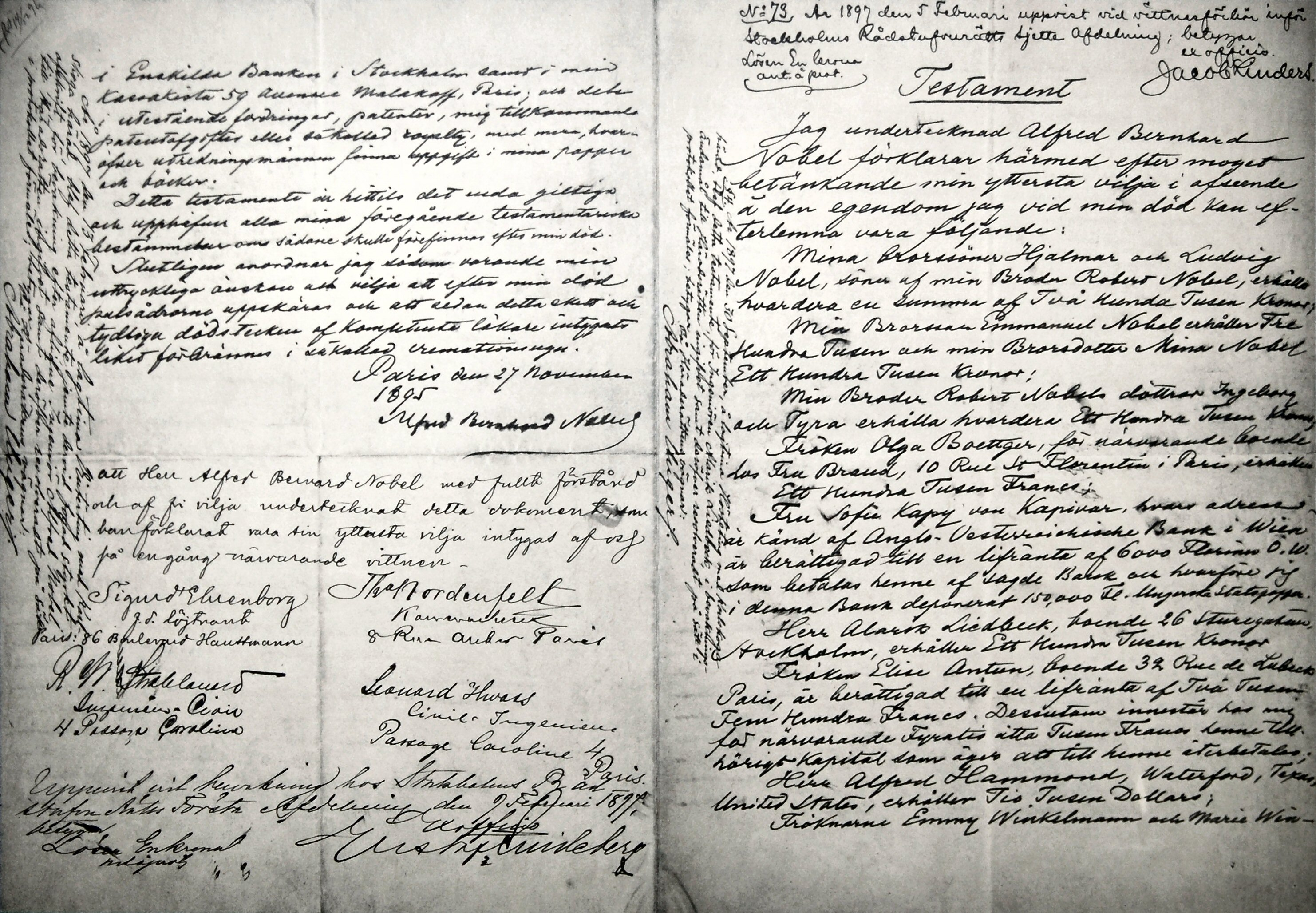
Заповіт Нобеля

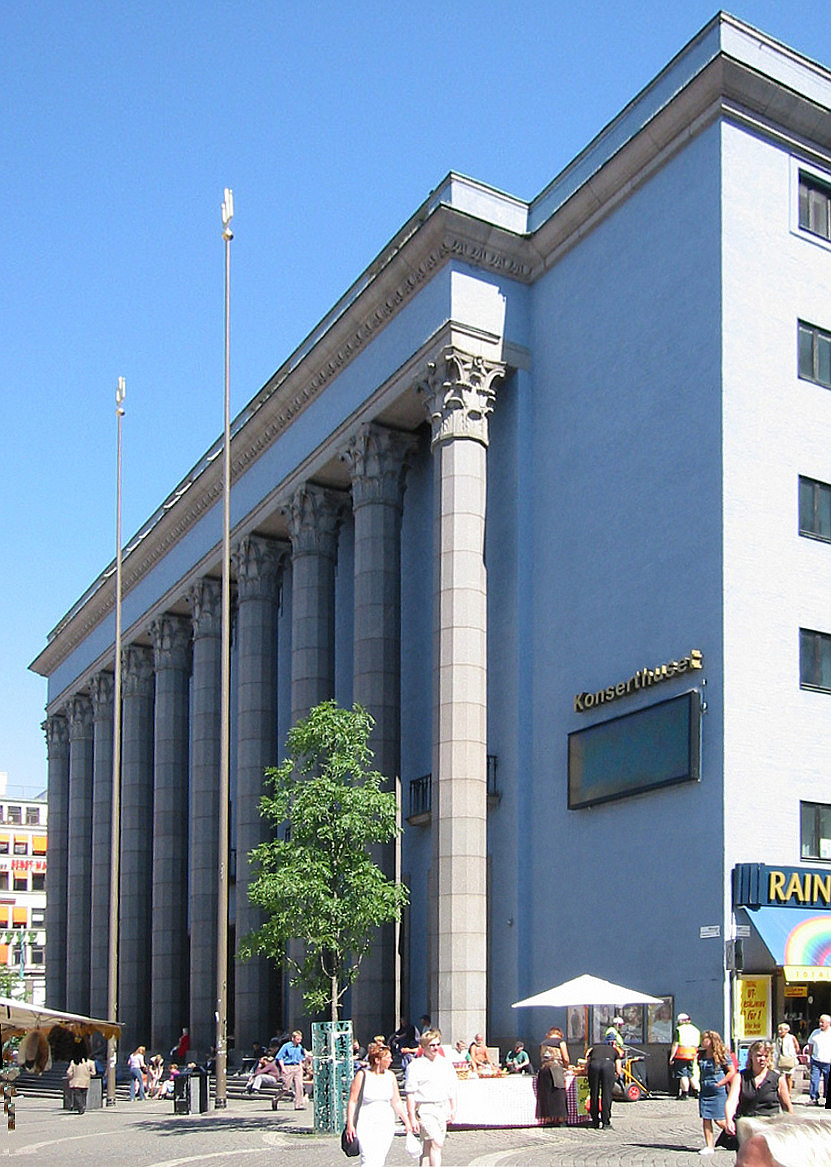
Стокгольмський концерт-хол, де щорічно вручаються Нобелівські премії

Нобелівські премії (за винятком премії миру та премії з економіки) вручаються щороку під час урочистої церемонії в Стокгольмському концерт-холі (Швеція) 10 грудня — в роковини смерті Альфреда Нобеля. Напередодні лавреати читають нобелівські лекції.
Кожен лавреат отримує з рук монарха золоту медаль із зображенням засновника премії Альфреда Нобеля і диплом. Грошова частина премії переказується нагородженим згідно з їхніми побажаннями.
Того ж вечора у Стокгольмській ратуші проходить Нобелівський бенкет за участю короля і королеви Швеції, членів монаршої родини, нобелівських лавреатів, глави уряду Швеції, голови риксдагу, видатних учених, громадських діячів. У цьому святі беруть участь понад тисячу гостей.
Нобелівську премію миру у присутності короля Норвегії та членів королівської сім'ї того ж дня, 10 грудня, вручає в Осло голова Норвезького Нобелівського комітету. Премія миру включає диплом лавреата, медаль і грошовий чек. Після церемонії відбувається урочистий бенкет.
Прийняття рішення про присудження премії миру довірено Норвезькому Нобелівському комітету, члени якого обираються Стортингом (парламентом Норвегії) з-поміж норвезьких громадсько-політичних діячів, але вони повністю незалежні від Стортингу в ухваленні рішення про лавреата. Премію миру можуть присуджувати як окремим особам, так і офіційним і громадським організаціям.
Перша церемонія вручення Нобелівських премій відбулася 10 грудня 1901.
Нобелівський концерт — одна з трьох складових нобелівського тижня поряд із врученням премій та Нобелівським бенкетом. Вважається однією з головних музичних подій року європейських і головною музичною подією року скандинавських країн. В ньому беруть участь найвидніші класичні музиканти сучасності. Фактично нобелівських концертів два: один проводиться 8 грудня кожного року у Стокгольмі, другий — в Осло на церемонії вручення Нобелівської премії миру.

## Номінація та присудження премії
Нобелівську премію за досягнення щорічно присуджують у таких галузях:
- Фізика — з 1900 року, Швеція, лавреата обирає Нобелівський комітет з фізики при Шведській королівській академії наук[8];
- Хімія — з 1900 року, Швеція, Нобелівський комітет з хімії при Шведській королівській академії наук[9];
- Медицина або фізіологія — з 1901 року, Швеція, Нобелівський комітет з фізіології або медицини при Каролінському інституті[10];
- Література — з 1900 року, Швеція, Шведська академія[11];
- Захист миру — з 1900 року, Норвегія, Норвезький нобелівський комітет при парламенті Норвегії[12];

Нобелівська премія з економіки, офіційна назва «Премія Шведського центрального банку з економічних наук на честь Альфреда Нобеля», яку з 1969 року присуджує Банк Швеції. Вибір нагороджених здійснює Комітет присудження премії з економіки на честь Альфреда Нобеля при Шведській королівській академії наук.
За статутом Нобелівського фонду, висувати номінантів можуть такі особи:
- В галузі фізики й хімії:

1. члени (у тому числі іноземні) Королівської академії наук Швеції;
2. члени Нобелівських комітетів з фізики та хімії;
3. лавреати Нобелівських премій в області фізики та хімії;
4. професори фізики та хімії, які постійно або тимчасово працюють в університетах і вищих технічних школах Швеції, Данії, Фінляндії, Ісландії, Норвегії, а також Каролінського інституту (Стокгольм);
5. завідувачі відповідних катедр щонайменше у шести університетах або інститутах, обраних Академією наук;
6. інші вчені, від яких Академія вважає за необхідне прийняти пропозиції.

Вибір осіб, згаданих в останніх двох пунктах, повинен бути зроблений до кінця вересня кожного року.
- У галузі фізіології та медицини:

1. члени Нобелівської асамблеї Каролінського Інституту (Стокгольм);
2. члени (у тому числі іноземні) медичного відділення Королівської академії наук Швеції;
3. лавреати Нобелівських премій в області фізіології або медицини;
4. професори медичних установ Швеції, а також відповідні члени медичних установ або відповідної колегії з Данії, Фінляндії, Ісландії й Норвегії;
5. особи, які займають відповідні пости щонайменше в шести інших медичних установах;
6. інші вчені, від яких Нобелівська асамблея вважає за необхідне прийняти пропозиції.

Вибір осіб, згаданих в останніх двох пунктах, повинен бути зроблений Нобелівським комітетом до кінця травня.
- У галузі літератури:

1. члени Шведської академії, інших академій, інститутів і спільнот з аналогічними завданнями й цілями;
2. професори історії літератури та мовознавства університетів;
3. лавреати Нобелівських премій в області літератури;
4. голови авторських спілок, що представляють літературну творчість у відповідних країнах.

- Нобелівська премія миру:

1. чинні й колишні члени норвезького Нобелівського комітету, а також радники, призначені Нобелівським інститутом;
2. члени національних парламентів й урядів різних країн, а також члени Міжпарламентського союзу;
3. члени Міжнародного арбітражного суду в Гаазі;
4. члени комісії постійного міжнародного бюро з питань миру;
5. члени й асоційовані члени Детройтського міжнародного інституту;
6. професори університетів в області політичних наук, юриспруденції, історії та філософії;
7. лавреати Нобелівських премій миру.

- Премія пам'яті Нобеля в галузі економіки:

1. шведські й іноземні члени Королівської академії наук;
2. члени комітету меморіальної премії Альфреда Нобеля в галузі економіки;
3. лавреати премій пам'яті Альфреда Нобеля в галузі економіки;
4. професори відповідних дисциплін, які постійно працюють в університетах і вишах Швеції, Данії, Фінляндії, Ісландії, Норвегії,
5. завідувачі відповідних катедр принаймні шести університетів або інститутів, обраних для відповідного року Академією наук;
6. інші вчені, від яких Академія вважає за необхідне прийняти пропозиції.

Рішення щодо вибору викладачів і вчених, зазначених у двох останніх пунктах, повинні прийматися щорічно до кінця вересня.
Оголошення імені лавреата відбувається кожного року у жовтні, а урочиста церемонія вручення премії проходить у день смерті Альфреда Нобеля, 10 грудня, у Стокгольмі та Осло (Нобелівська премія миру). Всім удостоєним Премії вручається диплом, медаль та грошова винагорода.

## Розмір Нобелівської премії
Фундація Нобеля була створена у 1900 році як приватна незалежна неурядова організація з початковим капіталом 31,6 мільйона шведських крон (у сучасних цінах ця сума еквівалентна приблизно 1,65 мільярда крон), а в перерахунку на теперішній (літо 2012 року) курс долара — близько 250 млн доларів США. Премії лауреатам виплачувалися з відсотків від операцій з цінними паперами.
Розміри перших премій становили 150 000 крон (7,87 млн крон в цінах 2009 року). На поточний час (2013) капітал фундації становить 3 млрд 437 млн шведських крон (приблизно 475 млн $ США), а розмір премії до 2012 року становив 10 млн шведських крон, що приблизно відповідало 1,4…1,5 млн $ США.
- У 1992 році — 1,04 млн $ США
- У 2000 році — 0,9 млн $ США
- У 2003 році — 1,34 млн $ США
- У 2004 році — 1,46 млн $ США
- У 2005 році — 1,25 млн $ США
- У 2006 році — 1,45 млн $ США
- У 2007 році — 1,56 млн $ США
- У 2008 році — 1,25 млн $ США
- У 2009 році — 1,45 млн $ США
- У 2010 році — 1,5 млн $ США
- У 2011 році — 1,4 млн $ США
- У 2012 році — 1,1 млн $ США

З 2012 року розмір Нобелівської премії зменшено на 20 відсотків — до 8 млн шведських крон (1,1 млн доларів США). Таке рішення було прийняте у липні 2012 року на нараді ради директорів Фундації Нобеля. На думку керівництва фундації, цей захід допоможе уникнути скорочення капіталу організації у довгостроковій перспективі. Як говориться в заяві керівництва, управління капіталом «повинно здійснюватися таким чином, щоб премію можна було вручати нескінченно». «Фундація Нобеля несе відповідальність за те, щоб розмір премії міг залишатися на високому рівні протягом тривалого часу», — зазначив виконавчий директор фундації Ларс Хайкенстен. Останніми роками доходів, одержуваних від використання капіталу, бракувало навіть на виплату грошової складової премії, відшкодування витрат на церемонію вручення, а також на утримання адміністративного апарату. Для оптимізації витрат у фундації, крім урізання розміру премії, також вживають інших заходів економії.
Якщо у тій чи іншій номінації є два лавреати, винагорода ділиться порівну між одержувачами. Якщо є три лавреати, Нобелівський комітет може розділити суму гранту між лавреатами порівну або половину суми дати одному одержувачу і по одній четвертій від суми двом іншим. Усі одержувачі мають право пожертвувати присуджені кошти на наукові, культурні чи гуманітарні цілі.
В 2023 році, згідно з повідомленням сайту Нобелівського фонду, суму Нобелівської премії збільшили на 1 мільйон шведських крон у порівнянні з торішнім показником, тобто виплати становитимуть 11 млн шведських крон (984 тис. доларів США).

## Статистика нагородження

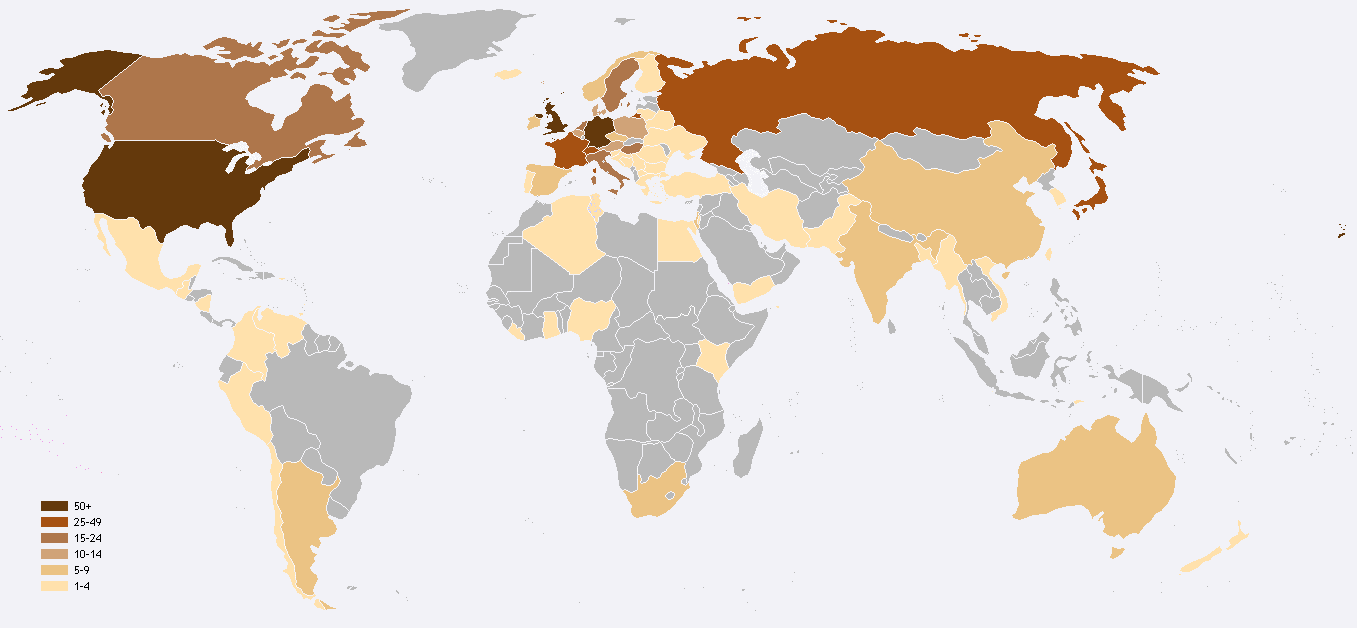
Нобелівські лавреати за країною

Від часу присудження перших премій (10 грудня 1901 року) і до 2005 року включно її лавреатами стали 755 осіб (34 жінки та 721 чоловік), а також 18 організацій. Жінки двічі ставали лавреатами в галузі фізики (1903, 1963), тричі — з хімії (1911, 1935, 1964), 7 разів — в галузі медицини, 10 — з літератури, 12 — в галузі миру.
Двічі лавреатами Нобелівської премії ставали Марія Склодовська-Кюрі (1903 — з фізики та 1911 рік — з хімії), Лайнус Полінг (1954 — з хімії, 1962 — премію миру), Джон Бардін (1956 та 1972 — з фізики), Фредерік Сенгер (1958 та 1980 — з хімії), Баррі Шарплесс (2001 та 2022 — з хімії).
Міжнародний комітет Червоного Хреста отримував премію тричі, Управління Верховного комісара ООН у справах біженців — двічі.
| Країни, у яких найбільше нобелівських лавреатів (станом на 10 грудня 2019) | Кількість нагороджених |
| -------------------------------------------------------------------------- | ---------------------- |
| США                                                                        | 383 (385)              |
| Велика Британія                                                            | 132 (133)              |
| Німеччина                                                                  | 118                    |
| Франція                                                                    | 68 (69)                |
| Швеція                                                                     | 32                     |
| Росія (СРСР)                                                               | 31                     |
| Швейцарія                                                                  | 28                     |
| Японія                                                                     | 28                     |
| Італія                                                                     | 15                     |
| Канада                                                                     | 27                     |
| Австрія                                                                    | 22                     |
| Нідерланди                                                                 | 21                     |
| Італія                                                                     | 20                     |

Досі наймолодшою нобеліаткою є Малала Юсафзай, яка у 17 років здобула премію миру (2014).
За всю історію існування Нобелівської премії від неї відмовились шість лавреатів. 1938 року німець Ріхард Кун відмовився (за наполяганням влади Німеччини) від премії з хімії, але згодом отримав диплом і медаль. Наступного року цей вчинок повторили два його земляки: лавреат з хімії Адольф Бутенандт і лавреат з медицини Герхард Домагк. Крім того, від Нобелівських премій відмовились Борис Пастернак (в галузі літератури, 1958; спочатку прийняв премію, але під тиском влади СРСР був змушений відмовитися), Жан-Поль Сартр (премія з літератури 1964 року) і Ле Дих Тхо, нобелівський лавреат премії миру 1973 року.

## Україна та Нобелівська премія
Хоча серед лавреатів Нобелівської премії поки що немає українців за громадянством, Україна — батьківщина семи нобелівських лавреатів:,
1. 1908 — Ілля Мечников, фізіологія та медицина
2. 1952 — Зельман Ваксман, фізіологія та медицина
3. 1966 — Йосеф Шмуель Аґнон, література
4. 1971 — Саймон (Семен) Кузнець (1901—1985). Народився у Пінську, навчався у Харкові, економіка.
5. 1981 — Роалд Гоффман, хімія[24]
6. 1992 — Георгій Харпак, фізика
7. 2015 — Світлана Алексієвич, література
8. 2022 — Центр громадянських свобод премія миру

Низка науковців, які одержали Нобелівську премію, певний час навчалися або працювали в Україні. У Харківському університеті навчалися Саймон Кузнець та Ілля Мечников. В Українському фізико-технічному інституті та у Харківському університеті викладав Лев Ландау. Ігор Тамм викладав у Одеському політехнічному університеті та у Таврійському університеті, у якому також навчався.
У Київському університеті навчалися чотири майбутні номінанти на Нобелівську премію: з літератури М. Алданов та М. Бердяєв, з фізіології й медицини — С. Виноградський; викладав у 1884—1909 номінант на премію з фізіології та медицини Сергій Чир'єв.
Двох номінантів має Львівський університет, де навчався І. Франко та викладав О. Бальцер.
У Чернівецькому університеті певний період навчався номінант на Нобелівську премію з літератури І. Франко.
Декількох українців та вихідців з України було номіновано на здобуття Нобелівської премії, але з різних причин нагороду вони не одержали. До номінованих належали Ісмаїл Гаспринський, Іван Горбачевський, Іван Франко, Павло Тичина, Микола Бажан, Ольга Мак, Іван Багряний, Улас Самчук, Василь Стус, Олесь Гончар, Михайло Тишкевич, Борис Олійник та Анатолій Потопальський.
У 2002 році у Тернополі було створено громадську організацію «Асоціація нобелівських студій» — з метою популяризації нобелівського руху, досліджень творчості лавреатів Нобелівської премії. Асоціація організовує традиційні щорічні Тернопільські нобелівські читання, а з 2002 року видає «Вісник Асоціації Нобелівських студій».
13 вересня 2008 року на території Дніпропетровського університету імені Альфреда Нобеля (на той час академії управління, бізнесу та права) відбулось відкриття пам'ятного знака — меморіального символу Планета Альфреда Нобеля. Знак побудований як гранітний монумент п'ять метрів заввишки, у вигляді руки, що підтримує земну кулю (діаметр три метри). Навколо кулі — шлейф, що в'ється вслід за фігурою жінки, богині науки, розуму й інтелекту. На поверхні земної кулі встановлені барельєфи 802-х нобелівських лавреатів, виготовлені з композитного сплаву, отриманого при утилізації бойових стратегічних ракет на Південному машинобудівному заводі.
Близько двохсот лавреатів Нобелівської премії у галузях фізики, хімії, медицини, економіки, миру та літератури підписалися під розміщеним 2 березня 2022 року відкритим листом на підтримку українського народу та вільної незалежної української держави перед обличчям російської агресії. «Подібно до того, як нацистська Німеччина напала на Польщу у 1939 році (використовуючи подібні трюки та фальшиві провокації) та на Радянський Союз у 1941 році, уряд Російської Федерації під проводом президента Путіна розпочав необґрунтовану військову агресію — ніщо інше як війну — проти сусідньої держави, України. Усі разом ми засуджуємо ці військові дії та заперечення президентом Путіним самої легітимності існування України», — зазначають автори звернення, підкреслюючи, що «тут ми ретельно добираємо слова, оскільки не віримо, що російський народ грає свою роль у цій агресії». «Ми об'єдналися навколо цього звернення, щоб закликати російський уряд припинити вторгнення до України та вивести свої війська з України», — наголошується в листі. Звернення завершується словами: «Ми поважаємо спокій та силу українців. Ми з вами. Наші серця линуть до родин та друзів усіх, українців та росіян, хто вже загинув чи поранений. Хай прийде мир до нашого прекрасного світу».
1 вересня 2023 року світом почала ширитися хвиля міжнародного протесту та критики проти рішення Нобелівського фонду запросити Росію в 2023 році на церемонію нагородження. Вже наступного дня, 2 вересня 2023 року, Нобелівський фонд заявив, що його рішення запросити усіх послів на церемонію вручення Нобелівської премії викликало «бурхливу реакцію», через що він скасував запрошення представників Росії, Білорусі, Ірану та ультраправої партії Швеції.